# Coupe Samsung
La Coupe Samsung (三星火災杯, sanseikasaihai, en japonais, Samsung Cup en anglais) est une compétition internationale de jeu de go.

## Organisation
La Coupe Samsung est sponsorisée par  l'entreprise coréenne Samsung Fire & Marine Insurance (branche du groupe Samsung) et organisée par la Hanguk Kiwon, fédération professionnelle de go en Corée du Sud.
La compétition commence par une série de préliminaires où même des joueurs amateurs peuvent participer. 16 joueurs sont retenus à l'issue des préliminaires, et sont rejoints par les quatre meilleurs joueurs de l'année précédente. Les demi-finales consistent en une série de trois parties, et la finale en une série de 5 parties.

## Vainqueurs et finalistes
| 1996 | Yoda Norimoto                               | Yoo Changhyuk    |      |                                             |            |
| 1997 | Lee Chang-ho                                | Kobayashi Satoru |      |                                             |            |
| 1998 | Lee Chang-ho                                | Ma Xiaochun      |      |                                             |            |
| 1999 | Lee Chang-ho                                | Cho Sonjin       |      |                                             |            |
| 2000 | Yoo Changhyuk                               | Yamada Kimio     |      |                                             |            |
| 2001 | Cho Hunhyun                                 | Chang Hao        |      |                                             |            |
| 2002 | Cho Hunhyun                                 | Wang Lei         |      |                                             |            |
| 2003 | Cho Chikun                                  | Park Young-Hoon  |      |                                             |            |
| 2004 | Lee Sedol                                   | Wang Xi          |      |                                             |            |
| 2005 | Luo Xihe                                    | Lee Chang-ho     |      |                                             |            |
| 2006 | Chang Hao                                   | Lee Chang-ho     |      |                                             |            |
| 2007 | Lee Sedol                                   | Park Young-Hoon  |      |                                             |            |
| 2008 | Lee Sedol                                   | Kong Jie         |      |                                             |            |
| 2009 | Kong Jie                                    | Qiu Jun          |      |                                             |            |
| 2010 | Gu Li                                       | Heo Yeong-ho     |      |                                             |            |
| 2011 | Won Seong-jin                               | Gu Li            |      |                                             |            |
| 2012 | Lee Sedol                                   | Gu Li            |      |                                             |            |
| 2013 | Tang Weixing                                | Lee Sedol        |      |                                             |            |
| 2014 | Kim Ji-seok                                 | Tang Weixing     |      |                                             |            |
| 2015 | Ke Jie                                      | Shi Yue          |      |                                             |            |
| 2016 | Ke Jie                                      | Tuo Jiaxi        |      |                                             |            |
| 2017 | Gu Zihao                                    | Tang Weixing     |      |                                             |            |
| 2018 | Ke Jie                                      | An Kukhyun       |      |                                             |            |
| 2019 | Tang Weixing                                | Yang Dingxin     |      |                                             |            |
| 2020 | Ke Jie                                      | Shin Jinseo      |      |                                             |            |
| 2021 | Park Junghwan                               | Shin Jinseo      |      |                                             |            |
| 2022 | Shin Jinseo                                 | Choi Jeong       |      |                                             |            |
| 2023 | Drapeau de la République populaire de Chine | Ding Hao         | 2–1, | Drapeau de la République populaire de Chine | Xie Erhao  |
| 2024 | Drapeau de la République populaire de Chine | Ding Hao         | 2–1  | Drapeau de la République populaire de Chine | Dang Yifei |